# Pinus devoniana
Pinus devoniana (лат.) — вид вечнозеленых хвойных деревьев рода Сосна семейства Сосновые (Pinaceae). Естественный ареал распространения находится в Мексике и Гватемале. В естественном виде древесина часто используется в качестве дров. Почти не используется в садоводческих целях, несмотря на очень длинные иглы, крупные шишки и красновато-коричневую кору.

## Ботаническое описание

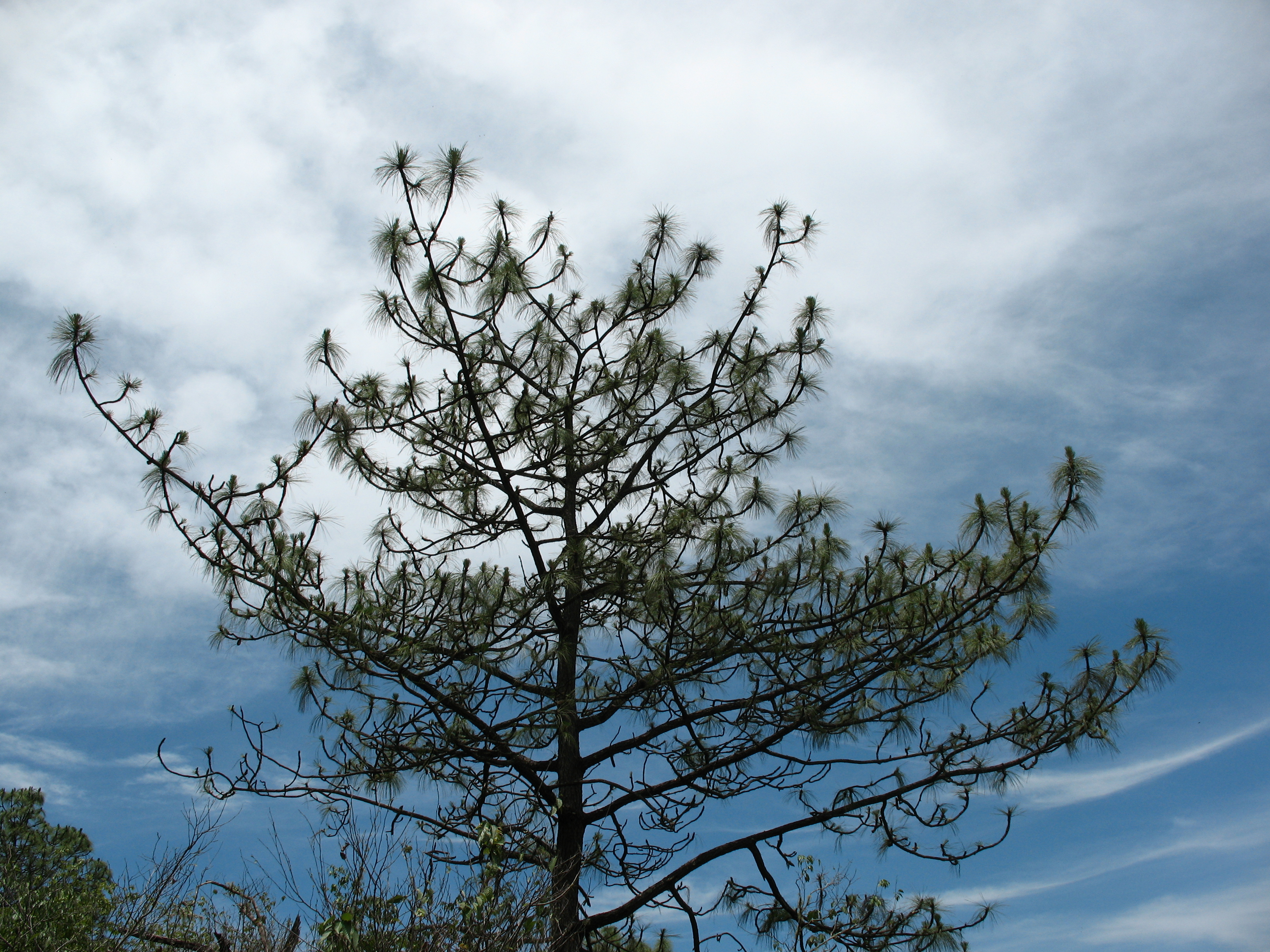
Pinus devoniana

Вечнозелёное дерево высотой от 20 до 30 метров. Ствол обычно вертикальный и достигает диаметра на высоте 1,3 м от 80 до 100 сантиметров. Кора ствола толстая, очень грубая, чешуйчатая и разделена на удлиненные, от красновато-коричневых до тёмно-коричневых пластин, разделенные глубокими, вертикальными, чёрными трещинами. Ветви стоят раскидисто, а затем приподнимаются вверх или к вершине, образуя открытую, широкопирамидальную или куполообразную крону. Молодые побеги толщиной от 15 до 20 миллиметров, жесткие, изогнутые, очень грубые и чешуйчатые.
Стебли от тёмно-коричневых до чёрно-серых, длиной до 20—25 миллиметров, шиловидные, суховато-кожистые, изогнутые, с неравномерно пильчатым и реснитчатым краем. Вегетативные почки крупные, яйцевидно-заостренные, не смолистые. Терминальные почки имеют длину от 20 до 40 миллиметров, боковые почки короче. Хвоя обычно растёт пятерками, редко четвёрками или шестерками по 30—40 редко до 45 миллиметров длиной, укорачиваясь до 20—35 миллиметров под влиянием погоды, часто очень смолистая. Они глянцево-зелёные, жёсткие и прямые или гибкие и поникающие, обычно от 25 до 40, редко от 17 до 45 сантиметров в длину и от 1,1 до 1,6 миллиметра в толщину. Край иглы мелко зазубрен, конец пронзительно заострён. На всех сторонах игл имеются выраженные стоматы. Обычно формируется три-четыре, редко до шести, смоляных каналов. Хвоя остается на дереве в течение двух-трех лет.
Пыльцевые шишки вначале пурпурно-розовые, а затем становятся светло-коричневыми. Они имеют цилиндрическую форму и длину от 20 до 40 миллиметров. Семенные шишки растут поодиночке, парами или витками по три или четыре на концах веток на коротких постоянных стеблях. Зрелые шишки различаются по размеру и форме, но чаще всего они яйцевидно-продолговатые с изогнутым основанием и изогнутые. Они созревают и раскрываются длиной от 15 до 35 сантиметров при диаметре от 8 до 15 сантиметров. От 150 до 250 семенных чешуй почти прямоугольные, густо одревесневшие, жесткие или несколько гибкие при приложении силы, прямые или слегка изогнутые. Апофиз обычно приподнят, ромбической формы, поперечно килеватый и имеет различные оттенки коричневого цвета. Умбо лежит дорсально. Она приподнятая, плоская или вдавленная, серовато-коричневая и снабжена шипом, который обычно вскоре отпадает.
Семена косо широкояйцевидные, сплюснутые, длиной 8—10 мм, шириной 5—7 мм, светло-коричневые, часто с тёмными пятнами. Крылья семян косо-яйцевидные или продолговатые, длиной 25—35 мм, шириной 10—15 мм, с одной прямой стороной, светло-коричневые с более тёмными прожилками.

## Распространение и экология
Естественный ареал вида находится в Мексике в штатах Синалоа, Наярит, Халиско и др., а также в южных горных районах Гватемалы.
Вид произрастает на высоте в основном от 900 до 2500 метров, реже от 700 до 3000 метров. Климат тёплый, умеренный или субтропический с годовым количеством осадков от 1000 до 1500 миллиметров и сухим сезоном, который длится с ноября по май. Территория распространения классифицируется как зона зимней суровости 9 со среднегодовыми минимальными температурами от −6,6 до −1,2 °C. Вид растёт на различных типах почв, особенно часто на почвах вулканического происхождения. Произрастает в открытых, часто вторичных, смешанных лесах из сосны и дуба (Quercus spp.) или вместе с Pinus oocarpa в качестве пионерного растения на горных склонах, пострадавших от пожара. Часто встречается вместе с другими видами сосен, в зависимости от широты и высоты, например, с Pinus oocarpa, Pinus montezumae, Pinus pseudostrobus, Pinus maximinoi и реже с Pinus cembroides на более низких высотах и Pinus hartwegii на более высоких. Кроме того, в лесах можно встретить представителей дуба (Quercus) и янтарных деревьев (Liquidambar), а в подлеске — представителей родов Calliandra и Leucaena, акаций (Acacia), рода Dodonaea, ложных ягод (Gaultheria) и мимозы (Mimosa). Pinus devoniana, как и другие виды сосен в лесах с сухим периодом, проходит стадию травы, когда молодые сосны вырастают не выше травы и очень устойчивы к пожарам.
Несколько видов карликовой омелы (Arceuthobium) паразитически растут на Pinus devoniana, например, Arceuthobium aureum subsp. petersonii в Оахаке и Чьяпасе, Arceuthobium durangense в Дуранго, Синалоа и Халиско, Arceuthobium globosum subsp. grandicaule в южной Мексике и, реже, Arceuthobium oaxacanum в Оахаке. Psittacanthus macrantherus также встречается на этом виде. Насекомые-вредители — представители кустарниковых рогатых листовых ос (Diprionidae) рода Neodiprion, которые повреждают хвою. Жуки родов Ips, Dendroctonus, Pityophthorus и сосновый долгоносик (Pissodes), а также жуки-тортрициды (Tortricidae) рода Rhyacionia атакуют кору. На шишки нападают жуки вида Conophthorus michoacan и перепончатокрылые Megastigmus albifrons. Представители моли из рода Cydia и жука (Pyralidae) Dioryctria erythropasa нападают на семена.
В Красной книге МСОП Pinus devoniana классифицируется как вид не находящийся под угрозой исчезновения.

## Систематика и история исследований
Впервые вид был научно описан Джоном Линдли в 1839 году в «Ботаническом реестре Эдвардса». Типовой образец был привезен из мексиканского города Минераль-дель-Монте в штате Идальго. Видовой эпитет devoniana дан в честь герцога Девонширского Уильяма Спенсера Кавендиша, 6-го герцога Девонширского (1790—1858), который проявлял большой интерес к садоводству. Вид часто известен под синонимом Pinus michoacana Martinez, установленным Максимино Мартинесом. Мартинес работал над систематикой сосен Мексики во время Второй мировой войны и поэтому не имел доступа к публикациям Джона Линдли. Однако он подозревал, что это может быть Pinus devoniana или другой уже описанный вид.
Внешний вид хвои и шишек очень изменчив, поэтому этот вид был описан под разными названиями. Однако, переходы между различными обликами непрерывны, так что формальное таксономическое подразделение не оправдано. Эта изменчивость также вызвана гибридизацией с близкородственным видом Pinus montezumae, с которым он имеет большую площадь совместного произрастания. Переходы настолько непрерывны, что оба вида можно рассматривать как разновидности одного вида. Тогда правильное название таксона будет Pinus montezumae var. macrophylla (Lindl.) Parl. Однако он отличается от Pinus montezumae травянистой стадией, что делает его более устойчивым к огню. Поэтому вид быстрее заселяет обезлесенные или выжженные территории, в то время как Pinus montezumae чаще встречается в старых лесах.

## Использование
Широко распространённый и многочисленный вид в южной Мексике и Гватемале. Однако деревья не вырастают очень высокими, имеют мало прямых стволов и часто с низко расположенными ветвями. Поэтому вид редко используется в качестве источника древесины. С другой стороны, древесина часто используется на местах в качестве дров. Древесина также используется для изготовления ящиков, мебели и для ручек. Почти не используется в садоводстве, хотя это один из видов с самыми длинными иглами, образует крупные шишки и красновато-коричневую кору ствола.